# WX334K P
WX334K P（ダブリュ・エックス・さん・さん・よん・ケイ・ピー）とは、ウィルコム向けに供給された京セラ製の音声用PHS（W-OAM）端末である。ペットネームはPremium Shell Presented by HONEY BEE BOX（プレミアムシェル プレセンテッド バイ ハニー・ビー・ボックス）。

## 概要
WX334K(HONEY BEE BOX)の外装を変更したモデル。
WX341K(BAUM)をベースとしたWX341K P(Premium Bar)と同様な位置づけ。
外装の塗装をポップな色調から落ち着いた色調に変更し、キー面の文字表記のデザインも変更されている。また、ディスプレイ下の文字が『HONEY BEE BOX』から『WX334K』に変更されている。
本端末を最後に、卓上ホルダの設定のあるウィルコム音声端末は、2012年10月現在で存在しない。

## 詳細仕様
- アドレス帳：1000件
- メール：Eメール（POP3/SMTP）、ライトメール、デコラティブメール
- ブラウザ：Operaブラウザ Ver.7.2EX
- その他機能：自動時刻補正機能、通話中音声着信表示
- 標準セット：本体、バッテリーカバー、ACアダプタ(AD01KC)、卓上ホルダ（CH334K）、リチウムイオンバッテリー(LD341K)、取扱説明書（保証書）

## 沿革
- 2011年2月3日 発表
- 2011年2月10日 発売